# FeS protein

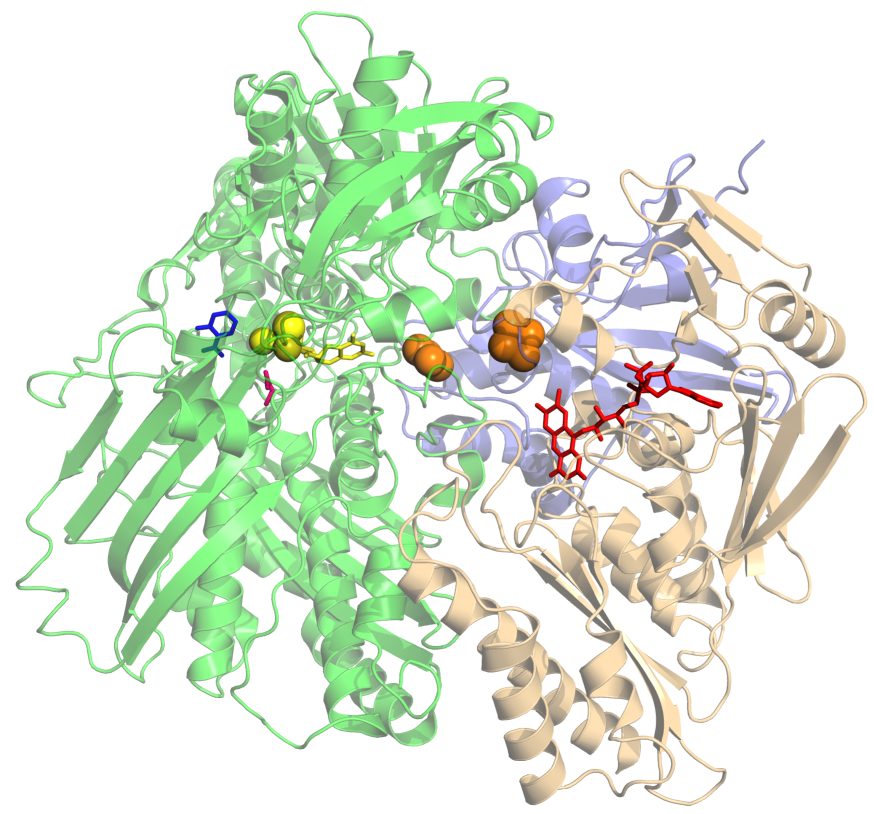
Krystalograficky určená struktura FeS proteinu, v tomto případě to je xantinoxidáza. FeS klastry jsou vybarveny oranžově

FeS protein (název pochází ze značek Fe – železo a S – síra) je bílkovina (vlastně metaloprotein), která obsahuje komplexy železa s anorganickou sírou a/nebo cysteinovými zbytky. Tyto tzv. FeS clustery („klastry“, „shluky“) jsou obvykle aktivními místy enzymů a mají důležité role v přenosu elektronů (typicky na stupních s nízkým redox potenciálem). Možná se podílely již na prastarých metabolických drahách v dobách, kdy byl život teprve v plenkách, a dodnes představují zásadní kofaktory v buňkách.

## Názvosloví
FeS proteiny s jednoduchou vazbou železa na cysteiny ([Fe(Cys)4]) se nazývají rubredoxin, složitější sloučeniny s klastry [2Fe–2S] nebo [4Fe–4S] jsou označovány ferredoxin. Mnohdy vytvářejí složité komplexy několika bílkovin, často na buněčné membráně.
K známým FeS proteinům patří NADH dehydrogenáza, sukcinátdehydrogenáza či nitrátreduktázy.